# 아니 디프랭코
아니 디프랭코(Ani DiFranco, 1970년 9월 23일 ~ )는 미국의 싱어송라이터이다.